# Astrazione (arte)

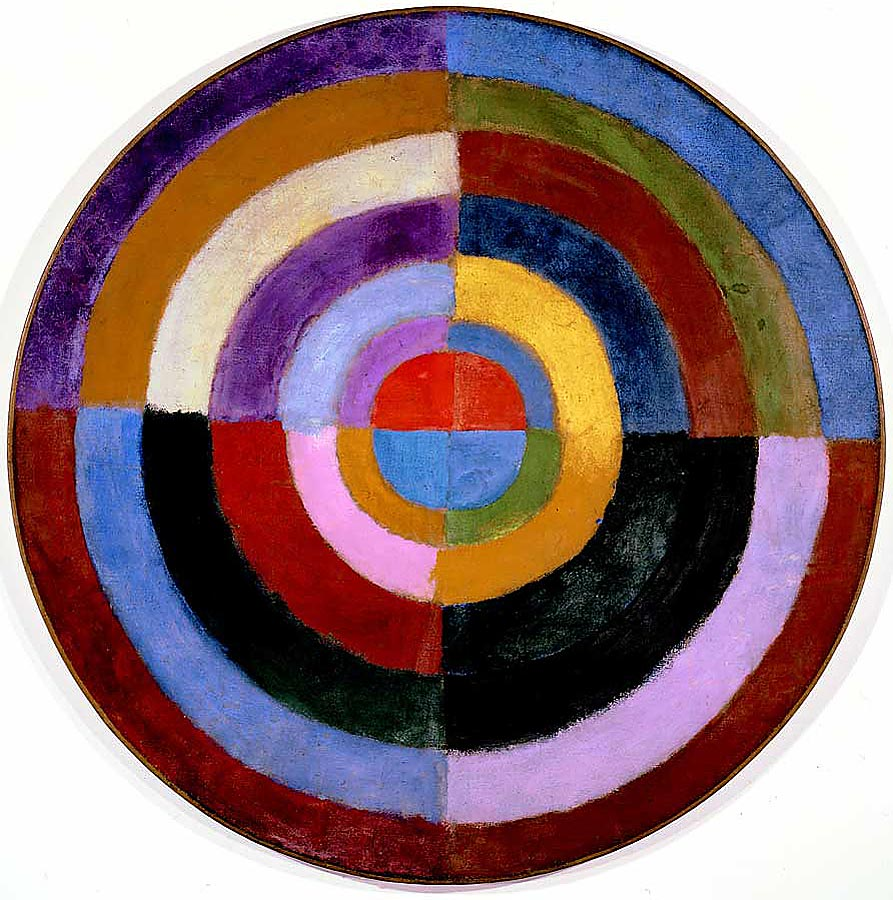
Robert Delaunay. 1912-1913, collezione privata.

Il termine astrazione indica il procedimento mentale attraverso il quale si sostituisce un insieme di oggetti con un concetto, più generale, che descrive gli oggetti in base a proprietà a loro comuni. Per esempio, a partire dall'insieme di tutte le automobili esistenti, si può ricavare il concetto generico di automobile in base alle caratteristiche condivise da tutte le auto (hanno quattro ruote, un volante, ecc.). La parola deriva dal latino abstrahere, che significa "rimuovere, separare, scostare".

## Astrazione nell'arte visuale
Strettamente parlando, con il termine di "astrazione" ci si riferisce ad un concetto per cui lo scopo primario dell'arte non è quello di rappresentare fedelmente il mondo visibile ma che può, comunque, riferirsi ad un oggetto o immagine presa dal mondo reale o, in alcuni casi, da altre opere d'arte. L'arte che plasma la forma della natura per i suoi scopi espressivi è detta arte astratta; ciò che ne deriva, ma che non descrive un soggetto riconoscibile, è chiamata astrazione non oggettiva. Nei primissimi anni del XX secolo la tendenza verso l'astrazione coincide con gli avanzamenti e le scoperte in ambito scientifico, tecnologico e urbano, riflettendo eventualmente un certo interesse nelle teorie della psicanalisi. In seguito, l'astrazione divenne manifesto di termini molto più formali, come il colore, la libertà dal contesto oggettivo e la riduzione delle immagini a forme geometriche basilari.

## Nella musica
Il termine astrazione può essere usato per descrivere gli approcci dell'improvvisazione musicale all'interpretazione e indicare, in alcuni casi, l'abbandono della tonalità. L'atonalità musicale non possiede alcuna armatura di chiave, essendo caratterizzata dall'esplorazione delle relazioni numeriche interne.